# إنسان بلتداون

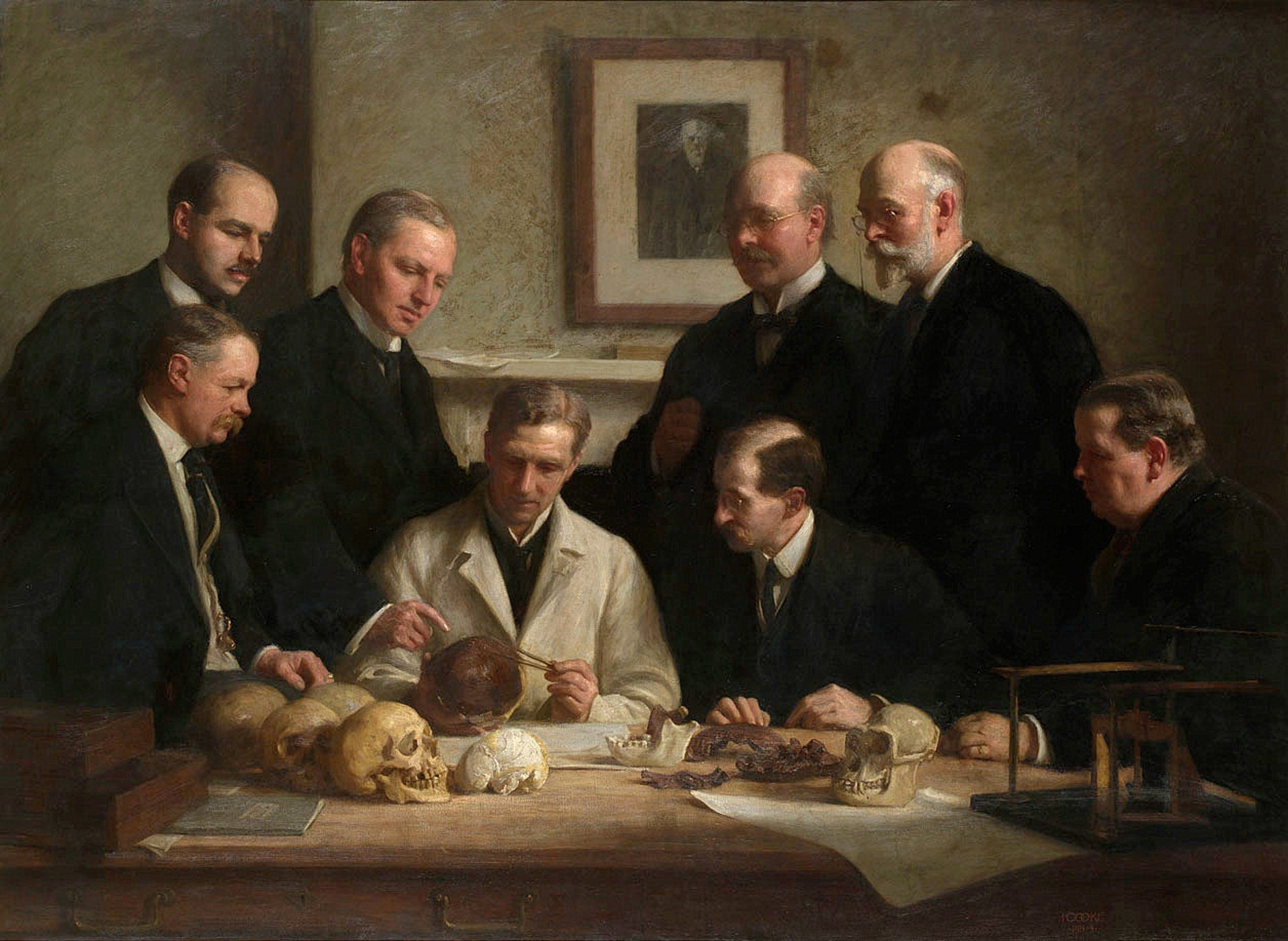
صورة جماعية لجمجمة إنسان بلتداون أثناء فحصها. الصف الخلفي (من اليسار): ف. أو. بارلو، ج. إليوت سميث، تشارلز داوسون، آرثر سميث وودوارد. الصف الأمامي: أ. س. أندروود، آرثر كيث، دبليو. بي. بايكرافت، وراي لانكستر. الصورة على الحائط هي لتشارلز داروين. لوحة بريشة جون كوك، 1915.

إنسان بيلتداون، كانت واحدة من أشهر عمليات التزييف في علم مستحاثات البشر، حيث تم تقديم قطع من العظام على أنها بقايا متحجرة لإنسان مبكر غير معروف سابقًا. ورغم وجود شكوك حول مصداقيتها منذ الإعلان عنها عام 1912، إلا أنها قُبلت على نطاق واسع لعدة عقود، ولم يُثبت زيفها بشكل قاطع إلا في عام 1953. لاحقًا، أكدت مراجعة علمية شاملة أُجريت عام 2016 أن عالم الآثار تشارلز داوسون كان المسؤول عن هذا الاحتيال.
في البداية، ادعى داوسون في عام 1912 أنه عثر على "الحلقة المفقودة" بين القردة والإنسان. وفي فبراير من نفس العام، تواصل مع آرثر سميث وودوارد [الإنجليزية]، أمين قسم الجيولوجيا بمتحف التاريخ الطبيعي، مشيرًا إلى اكتشاف جزء من جمجمة تشبه الإنسان تعود إلى العصر الحديث الأقرب بالقرب من بيلتداون، شرق ساسكس. أعلن داوسون وودوارد خلال صيف ذلك العام عن العثور على مزيد من العظام والأدوات في نفس الموقع، وادعيا أنها تنتمي إلى نفس الفرد. تضمنت الاكتشافات فكًا سفليًا، أجزاءً إضافية من الجمجمة، أسنانًا، وأدوات حجرية بدائية.
قام وودوارد بإعادة تركيب شظايا الجمجمة وخلص إلى أنها تعود لسلف بشري عاش قبل 500,000 عام. تم الإعلان عن الاكتشاف رسميًا في اجتماع الجمعية الجيولوجية وأُطلق عليه اسم Eoanthropus dawsoni. ومع ذلك، ظلّت أهمية هذه الاكتشافات مثار جدل حتى أثبتت التحاليل العلمية في عام 1953 أنها مزيفة تمامًا. أظهرت التحاليل أن الفك السفلي والأسنان كانت لإنسان غاب تم تعديلها عمدًا لتبدو بشرية، وتم دمجها مع جمجمة إنسان حديث ذي دماغ صغير.
تُعد خدعة إنسان بيلتداون بارزة لسببين رئيسيين: أولاً، الجدل الكبير الذي أثارته حول تطور الإنسان، وثانيًا، الفترة الطويلة ــ 41 عامًا ــ التي استغرقها الكشف عن التزوير منذ الإعلان عن الاكتشاف الأول.

## إدعاء اكتشاف الجمجمة

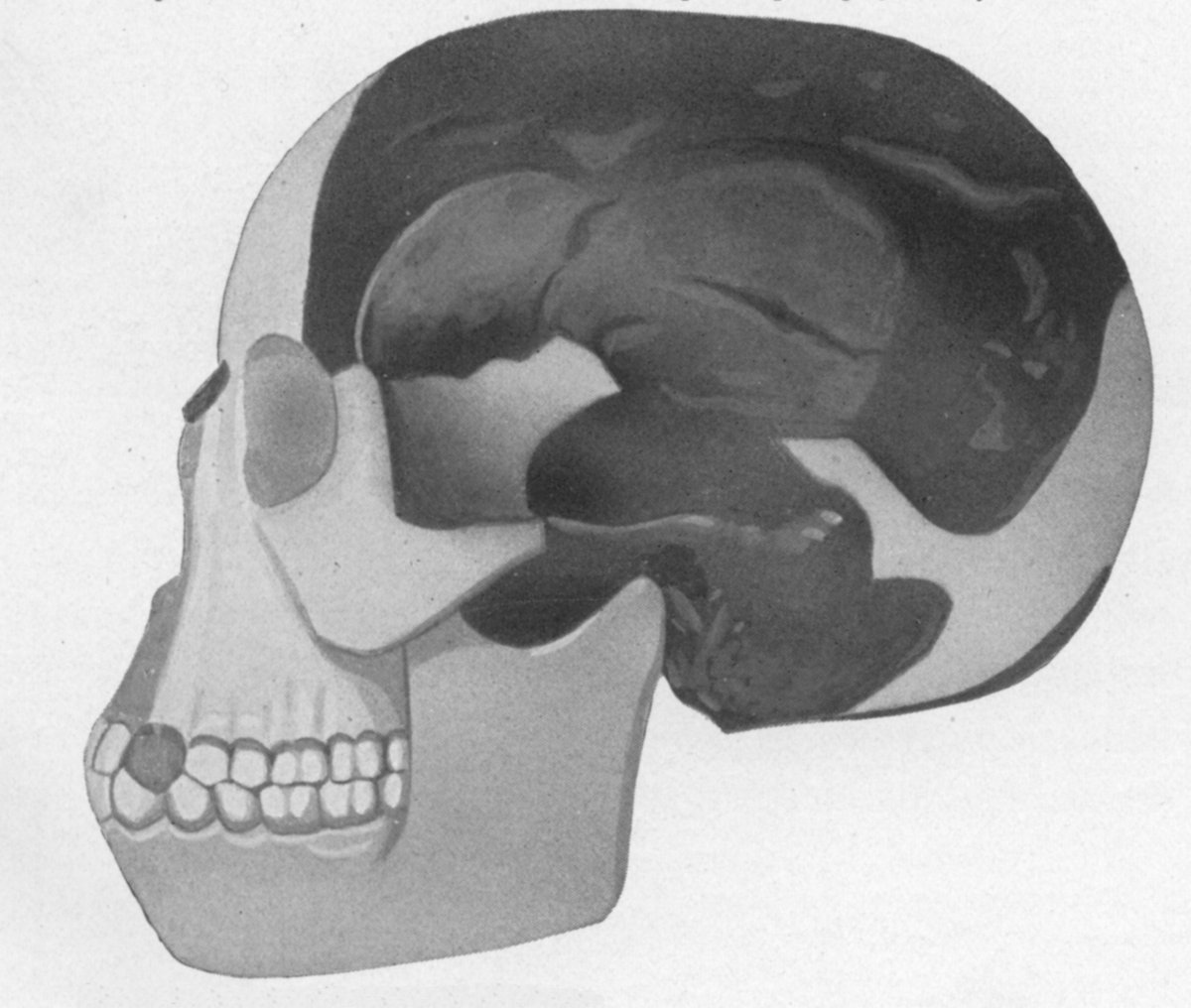
إنسان بلتداون

في اجتماع الجمعية الجيولوجية في لندن الذي عقد بتاريخ 18 ديسمبر 1912، ادعى تشارلز داوسون بأنه أعطي جزءً من جمجمةٍ قبل أربع سنوات من قبل عامل في بلتداون في منجم الحصى. وفقًا لداوسون العمال كانوا في موقع اكتشاف الجمجمة قبل وصوله بفترة قصيرة ووجدها قد حطمت اعتقادًا من العمال بأنها جوزة هند متحجرة. بمعاودة زيارة الموقع في مناسبات عدة وجد داوسون مزيدًا من بقايا الجمجمة وآخذها إلى آرثر ودوارد وهو حارس للقسم الجيولوجي في المتحف البريطاني. باهتمام كبير رافق ودوارد داوسون للموقع وعملا فيه ما بين يونيو وسبتمبر من عام 1912. على الرغم من ذلك داوسون رمم أكثر أجزاء الجمجمة ونصف من عظم الفك السفلي.
في نفس الاجتماع – اجتماع الجمعية الجيولوجية – أعلن ودوارد بأن الجمجمة شبيهه إلى حد كبير بالإنسان المعاصر باستثناء مؤخر الرأس وحجم الدماغ والذي كان ثلثي الدماغ الحالي فقط 
الجمجمة التي نبشت عام 1908 كانت هي المكتشف الوحيد لهذا السلف المزعوم للإنسان ولم يكتشف أي شيء آخر في موقع الحفر باستثناء قطع عظام بسيطة، وفي الاجتماع نفسه أعلن ودورد أن إعادة بناء الأجزاء يشير إلى تشابه في أكثر من ناحية مع الإنسانن المعاصر باستثناء القفا أو مؤخرة الرأس (القسم من الجمجمة الذي يتصل مع العمود الفقري) وباستثناء حجم الدماغ والذي كان يقارب ثلثي حجم دماغ الإنسان المعاصر، ثم أشار إلى أنه باستثناء ضرسين يشبهان أضراس البشر فإن عظم الفك لا يمكن تفريقه عن عظم فك الشمبانزي، وبناء على إعادة تركيب الجمجمة في المتحف الطبيعي البريطاني افترض ودورد أن إنسان بلتداون يمثل الحلقة المفقودة في التطور بين الإنسان والشمبانزي.
وكان تركيب جمجمة بشرية على فك يشبه القرود أثراً مهماً في دعم فكرة انتشرت في بريطانيا في ذلك الوقت مفادها أن التطور البشري بدأ من الدماغ. ومن بداية تزوير وعرض الجمجمة تم معارضة هذا الدليل المزعوم بشدة، وتم إصدار نموذج مختلف كليا من نفس الأجزاء العظمية التي ركبها المتحف الطبيعي البريطاني من قبل الكلية الملكية للجراحين وهذا النموذج الجديد كان أقرب بملامحه للبشر المعاصر وأطلق عليه أرثر كيث (بالإنجليزية: Arthur Keith) لقب هومو بيلتوفينيزوس (بالإنجليزية: Homo piltdownensis) كتعبير عن مظهره الإنساني.
أما الجمجمة المعاد تركيبها من ودورد فقد كانت تحوي ناباً كان وحده مثار جدل، ففي أغسطس 1913 اجتمع كل من ودورد وتشارلز داوسن وبيير تيلهارد (راهب يسوعي وصديق لداوسن تدرب مسبقاً على العمل بعلم الأثار القديمة والجيولوجيا) وقاموا ببحث منهجي لكل أكوام التراب للتفتيش عن الأسنان المفقودة، واكتشف تيلهارد الناب وحسب ما يقول ودورد كان مطابقاً لموقعه في الفك، وبعد أيام انتقل تيلهارد إلى فرنسا ولم يتابع البحث معهم، وقد قال ملاحظة «الناب يطابق بالضبط لأسنان القرود»
وتوقع ودورد أن يكون اكتشاف الناب دليلا قاطعاً ينهي الاعتراض على اكتشافه، ولكن كيث هاجم هذا الاكتشاف وأشار إلى أن الأسنان الطواحن البشرية تطحن بحركة جانبية من طرف إلى طرف عند المضغ والناب في فك إنسان بلتداون كان مستحيل الوجود لأنه سيمنع هذه الحركة الجانبية، فلا يمكن للناب أن يكون أعلى في موضعه من الطواحن،
أما غرافتون إليوت سميث (بالإنجليزية: Grafton Elliot Smith) وهو عالم أنثروبيولوجي فقد أيد ودورد وفي اجتماع الجمعية الملكية التالي إدعى أن معارضة كيث غير نزيهة بسبب الطموح ورد كيث بأن هذا هو سبب نهاية صداقتنا الطويلة
منذ عام 1913 نشر ديفيد واترسون (بالإنجليزية: David Waterston) من جامعة كينغ كوليج في مجلة نيتشر واستنتج أن العينة المكتشفة مجرد فك قرد وجمجمة بشرية مستقلة عنه. وبالمثل قال عالم الآثار القديمة مارسيلن بولي (بالفرنسية: Marcellin Boule) بهذا الاستنتاج في عام 1915، وظهر رأي ثالث من عالم الحيوان جيرت سميث ميلر (بالإنجليزية: Gerrit Smith Miller) يقول بأن فك جمجمة إنسان بلتداون جاء من أحفورة قرد. وفي عام 1923 فحص فرانز فيدرينريتش (بالإنجليزية: Franz Weidenreich) البقايا الموجودة وقدم تقريراً صحيحاً بأن البقايا كانت عبارة عن جمجمة بشرية حديثة وفك قرد من نوع أورانغتان وقد تم التلاعب بالمبرد لوضع السنّ ضمن الفك.

### اكتشاف منتزه شيفلد
في عام 1915 ادعى داوسن اكتشاف ثلاث قطع عظمية لجمجمة أخرى (بلتداون 2) في موقع جديد يبعد ميلين عن الاكتشاف الأول.
وحاول ودورد عدة مرات معرفة المكان الذي ذكره داوسن ولكنه لم ينجح، وإلى الآن لم يعرف هذا الموقع حسب ما يتوفر من معلومات والموجودات المتكشفة معظمها غير مسجل تفاصيل لها، ولم يقدم ودورد المكتشفات الجديدة إلى الجمعية إلا بعد خمسة أشهر من وفات داوسن في 8-1916 وادعى بشكل متعمد أنه يعرف مكان وجودها الأصلي، وفي عام 1921 قام رئيس متحف التاريخ الطبيعي الأمريكي هنري فيرفيلد أوسبورن (بالإنجليزية: Henry Fairfield Osborn) بفحص الموجودات المأخوذة من بلتداون ومنتزه شيفيلد وصرح بأن الفك والجمجمة مرتبطين ببعض «دون أدنى شك» وأن بقايا منتزه شيفلد «هي بالضبط ما اخترناه لتأكيد المقارنة مع النمط الأصلي» موجودات منتزه شيفيلد أخذت كدليل إثبات على موثوقية إنسان بلتداون؛ من الممكن للصدفة ان تجمع فك قرد مع جمجمة إنسان معاً ولكن احتمال حدوث هذا مرتين بعيد جداً، وحتى كيث أقر بهذا الدليل، رغم ما تبقى لديه من شكوك شخصية.

## النصب التذكاري

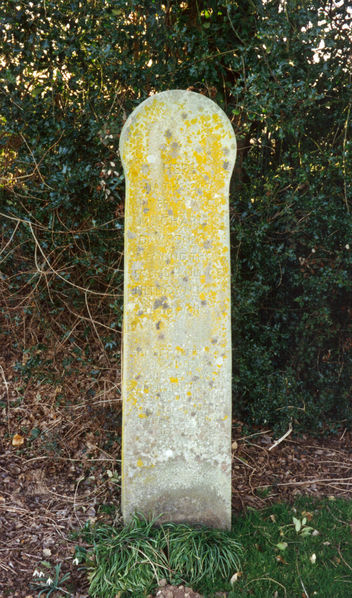
النصب التذكاري لإنسان بلتداون المزعوم.

في 23 يونيو 1938 كشف السير آرثر كيث عن النصب التذكاري المحدد لموقع اكتشاف إنسان بلتداون من قبل تشارلز داوسن وأنهى السير آرثر خطبه بقوله:
| إنسان بلتداون | أثناء اهتمام الإنسان بماضيه السحيق، تمر الكثير من المواقف والأشخاص، ولكن اسم تشارلز داوسن سيبقى بالتأكيد في الذاكرة، وقد أحسنا صنعاً بربط اسمه بهذا النصب في هذا المكان المهيب من سوسكس ، حيث ظهر اكتشافه، ولي الشرف الآن بكشف هذا النصب لتخليد ذكراه. | إنسان بلتداون |

أما النقش على النصب التذكاري فكتب عليه:
| إنسان بلتداون | هنا في حصى النهر القديم وجد السيد تشارلز داوسن أحفورة جمجمة إنسان بلتداون، 1912-1913، وقد تم وصف الاكتشاف في المجلة الفصلية للجمعية الجيولوجية 1913-15، من قبل السيد تشارلز داوسن والسير أرثر سميث ودورد. | إنسان بلتداون |

## اكتشاف التزوير

### التحريات العلمية
منذ بداية الإعلان عن الاكتشاف أعلن عدد من العلماء تشككهم بجمجمة بلتداون (انظر أعلاه)، مثلاً جيريت سميث ميلر (بالإنجليزية: Gerrit Smith Miller) لاحظ عام 1915 أن هنالك خبثاً متعمداً وناجحاً في اختيار الموضع المشوش الذي يسمح بإعادة تركيب الجمجمة المهشمة بحرية فردية مزاجية
وفي العقود التي سبقت اكتشاف التزوير في عام 1953 كان العلماء يرون بلتدان ملغزاً ومنحرفاً لا يتسق مع بقية المكتشفات من الأحافير الأخرى.
في عام 1953، نشرت مجلة التايم دليلاً تم جمعه مسبقاً من قبل كينيث بيج أواكلي (بالإنجليزية: Kenneth Page Oakley) وويلدفريد لي غروس كلارك(بالإنجليزية: Wilfrid Le Gros Clark) وجوزيف وينر (بالإنجليزية: Joseph Weiner) تثبت أن إنسان بلتداون كان مجرد تزوير علمي. وأثبتت الدارسة أن الأحفورة كانت مركبة من ثلاثة أنواع مختلفة، فقد كانت جمجمة بشرية من العصور الوسطى وفك سفلي لقرد أورانتغان (سارواك) وسن لشمبنزي.
وقد قام أحد ما بإعطاء مظهر مزور لقدم العظام عبر نقعها في محلول يحوي أملاح الحديد وحمض الكروم وقد بين الفحص الميكروسكوبي آثار مبرد على السن (سن الشمبنزي) وبناء عليه فقد وصل الباحثون لنتيجة أن أحد ما قد تلاعب بالسن ليجعل شكله ملائماً أكثر للقوت الإنساني. وقد نجحت قضية التزوير العلمي لإنسان بلتداون بشكل ممتاز لأنها جاءت في زمن تؤمن به الأوساط العلمية بان الدماغ الكبير الحديث سبق في الوجود اعتماد القوت الشامل لكل الأغذية اللحمية والنباتية (بالإنجليزية: omnivorous) ولأن هذه الخدعة قد وفرت الدليل على هذه الرؤية تم قبولها، ويقال بأن الفخر القومي والثقافي البريطاني لكون أول حلقة مفقودة من اكتشاف بريطاني قد لعب دوره في القبول السهل دون نقد وفحص الأدلة من العلماء البريطانيين.
كما ادعى البعض أن الخدعة التطورية لبلتداون كان لها مقبولية في أوروبا لأنها ترضي الغرور الأوربي بكون أول البشر العاقلين من منشأ أوربي وبريطاني. ومكن إنسان بلتداون من إعطاء النسخة البريطانية لأشباه البشر التي وجدت في أوروبا كما في فرنسا وألمانيا.

### التعرف إلى المزور
هوية مزور بلتداون ما زال مجهولا، ولكن قمنا بإدراج المشتبه بهم داوسون، بيير تلار ده شاردان، آرثر كيث، مارتن AC هينتون، هوراس دي فير كول وآرثر كونان دويل.
كان تلار قد سافر إلى مناطق أفريقيا، وأقام في منطقة ويلدن من تاريخ قريب من أكتشافها. غادر هينتون جذع في التخزين في متحف التاريخ الطبيعي في لندن أنه تم العثور في عام 1970 يجد احتواء عظام حيوانات وأسنان منحوتة وملونة بطريقة مشابهة للنحت والتلطيخ حول بلتداون. فيليب توبياس يورط آرثر كيث بواسطة تفصيل التاريخ من التحقيق في الخدعة، مما يدحض نظريات أخرى، وقائمة التناقضات في تصريحات وأفعال كيث. تحقيقات أخرى توحي خدعة تشارك مجموعة من المتواطئين بدلا من مزور واحد.
يتم اعتماد التركيز على تشارلز داوسون باسم مزور رئيسي عن تراكم البينات المرتبطة بالخدع الأثرية الأخرى التي ارتكبت في العقد أو اثنين قبل اكتشاف بلتداون. عالم الآثار راسل من جامعة بورنموث حلل مجموعة من أثريات داوسون وحدد 38 على الأقل كانت مزيفة.

## الإرث الذي تركه بلتداون

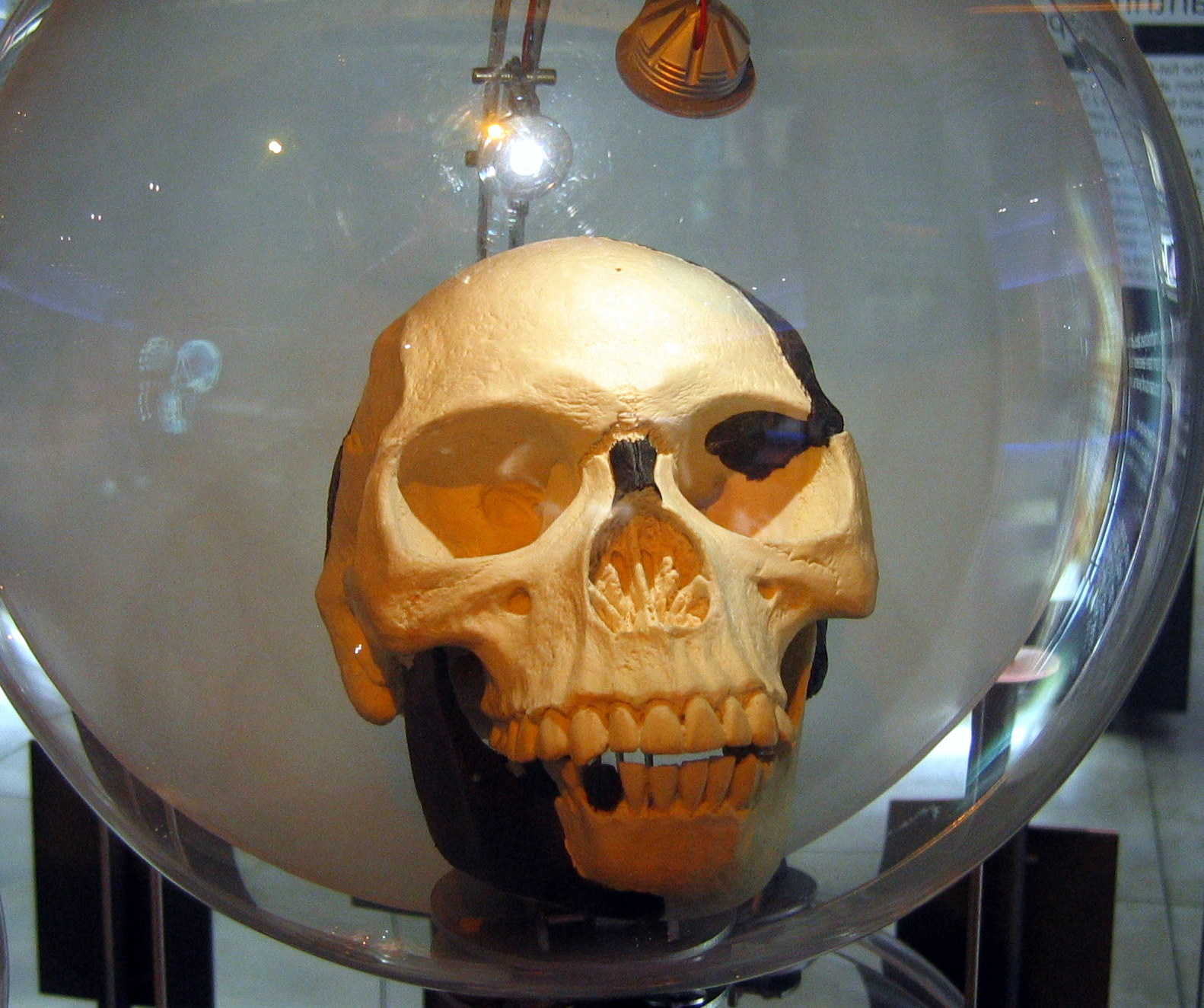
نموذج معاد تصنيعه لجمجمة بلتداون.

### أسلاف البشر
في عام 1912، الغالبية العظمى من المجتمع العلمي يعتقد أن الرجل بلتداون هو «الحلقة المفقودة» بين القردة والبشر. ومع ذلك، مع مرور الوقت فقد رجل بلتداون صلاحيته، واكتشافات أخرى مثل طفل التاونج عثر وإنسان البكين.يقول العالمان إيرش وهندرسون «، لأولئك الذين لم يخيب أملهم تماما من عمل أسلافهم، عدم صلاحية تغييرات جمجمة بلتداون قليلا في نمط تطوري واسع. لطالما شككت في في صلاحية العينة». في نهاية المطاف، خلال أعوام 1940 و1950، التكنولوجيات التي يرجع تاريخها أكثر تقدما، مثل اختبار امتصاص الفلور، ثبت علميا أن هذه الجمجمة كانت في الواقع عملية احتيال.

### أثر هذه الفضيحة العلمية
كان رجل الاحتيال بلتداون له تأثير معنوي كبير على البحوث في وقت مبكر على تطور الإنسان. والجدير بالذكر، أنه قاد العلماء باستمرار إلى طريق مسدود لاعتقادهم بأن الدماغ البشري توسع في حجم الفك قبل تتكيف مع أنواع جديدة من المواد الغذائية. تم تجاهل الاكتشافات من الحفريات Australopithecine التي وجدت خلال عام 1920 في جنوب أفريقيا بسبب رجل بلتداون، وكان سبب الخلط بين إعادة إعمار تطور الإنسان على مدى عقود. تسبب في الفحص والنقاش حول رجل بلتداون نفقات واسعة من الوقت والجهد حول الأحفوري، مع ما يقدر بنحو أكثر من 250 ورقة مكتوبة حول الموضوع.
وقدم الأحفوري كدليل من قبل كلارنس دارو في الدفاع عن جون سكوبس خلال عام 1925 نطاقات محاكمة القرد. توفي دارو سنة 1938، قبل خمسة عشر عاما من اكتشاف رجل بلتداون بأنه مزور.
وكثيرا ما يستشهد خدعة (جنبا إلى جنب مع رجل نبراسكا) من خلال نظرية الخلق كمثال وخيانة الأمانة عند علماء الحفريات في دراسة تطور الإنسان، على الرغم من أن العلماء أنفسهم قد يتعرضون للخداع.
في نوفمبر 2003، عقد متحف التاريخ الطبيعي في لندن معرضا للاحتفال بالذكرى 50 للتعرض لها. كان العلماء الأوروبيين والأمريكيين أكثر تشككا كبيرا، واقترح العديد من في ذلك الوقت ان الجمجمة والفك كانوا من اثنين من مخلوقات مختلفة وكان قد خلط عن طريق الخطأ. وفيما يتعلق بنوع الجنس، وجدت كما تمت مناقشة الذكور، على الرغم من وودوارد يوحي بأن العينة اكتشفت كانت لأنثى. وكان الاستثناء الوحيد لهذا في التغطية من قبل صحيفة اكسبرس اليومية، التي أشارت إلى الاكتشاف كامرأة، ولكن فقط لاستخدامه للسخرية من حركة سوفرجت في ذلك الوقت، والتي كانت اكسبرس تنتقدها بشدة.

## الخط الزمني
- 1908: داوسون يدعي اكتشاف شظايا بلتداون الأول.
- 1912 فبراير:اتصالات داوسون وودوارد عن شظايا الجمجمة الأولى.
- 1912 يونيو:داوسون، وودوارد، وتيلار يشكلون فريق حفريات.
- 1912 يونيو: الفريق يجدون ضرس فيل، وجزء جمجمة.
- 1912 يونيو: اكتشاف عظام الجمجمة للجزء الجداري الأيمن وعظم الفك.
- 1912 نوفمبر: فواصل أنباء في الصحافة الشعبية.
- 1912 ديسمبر: التقديم الرسمي للرجل بلتداون.
- 1913: يخلص ديفيد واترسون بأن العينة قد يكون الفك السفلي لقرد والجمجمة لإنسان.
- 1914: جمجمة تالجاي (أستراليا) وجدت، يعتبر في ذلك الوقت، لتأكيد بلتداون.
- 1915: يخلص مارسيلين بول العينة أن يكون الفك السفلي لقرد والجمجمة لإنسان. يخلص غيريت سميث ميلر الفك هو من إحفورية قرد.
- 1923: فرانز وايدنرايك يعلن في تقارير عن تكون بقايا جمجمة الإنسان الحديث وإنسان الغاب أوتان عن الفك السفلي مع أسنان تم رفعها إلى الأسفل.
- 1925: ادموندز تفيد خطأ في جيولوجيا بلتداون. تم تجاهل التقرير.
- 1943: طرح محتوى اختبار الفلورين الأول.
- 1948: يتم نشر أول إنجليزي بواسطة وودوارد (بعد وفاته).
- 1949: محتوى اختبار الفلورين يضع رجل بلتداون بحديثة العهد نسبيا.
- 1953: وينر، لو جروس كلارك، وأوكلي يفضحون الخدعة.
- 2003: يتم كشف الطبيعة الكاملة لمهنة تشارلز داوسون المزيفة.

## وصلات خارجية
- «إسدال الستار على قضية إنسان بلتداون» جامعة بورنيموث
- «[[تشارلز داوسون مزور إنسان بلتداون»] BBC News
- فلم وثائقي عن إنسان بلتداون، قناة ديسكفري
- إنسان بلتداون في متحف التاريخ الطبيعي، لندن
- مؤامرة إنسان بلتداون at جامعة كلارك
- قضايا التزوير في علم الآثار الإنسانية؛ الآركيولوجي
- اكتشاف تزوير إنسان بلتداون أخبار بي بي سي الإنكليزية BBC
- أغبياء الأحافير والعودة إلى إنسان بلتداون المزور أخبار بي بي سي BBC
- قضية التزوير الأكثر وقاحة (about Piltdown Man case) PBS NOVA
- سارة ليل، «يقول مزور إنسان بلتداون: وجدنا الحلقة المفقودة», نيويورك تايمز 25 مايو 1996 قضية مارتن أ س كمزورThe New York Times, 25 May 1996. The case for Martin A. C. Hinton as the hoaxer.
- السيرة الموثقة لقضية تزوير إنسان بلتداون من 1953 إلى 2005 تأليف توم توريتين Tom Turrittin .